# Kanton Saint-Loup-Lamairé
Der Kanton Saint-Loup-Lamairé war bis 2015 ein französischer Wahlkreis im Arrondissement Parthenay, im Département Deux-Sèvres und in der Region Poitou-Charentes; sein Hauptort war Saint-Loup-Lamairé. Vertreter im Generalrat des Départements war zuletzt von 2008 bis 2015 Patrick Bironneau (DVG).
Der sieben Gemeinden umfassende Kanton war 183,06 km² groß und hatte 4111 Einwohner (Stand: 1999).

## Gemeinden
| Gemeinde           | Einwohner Jahr | Fläche km² | Bevölkerungsdichte | Code INSEE | Postleitzahl |
| ------------------ | -------------- | ---------- | ------------------ | ---------- | ------------ |
| Assais-les-Jumeaux | 782 (2013)     | –          | – Einw./km²        | 79016      | 79600        |
| Le Chillou         | 179 (2013)     | –          | – Einw./km²        | 79089      | 79600        |
| Gourgé             | 950 (2013)     | –          | – Einw./km²        | 79135      | 79200        |
| Louin              | 717 (2013)     | –          | – Einw./km²        | 79156      | 79600        |
| Maisontiers        | 171 (2013)     | –          | – Einw./km²        | 79165      | 79600        |
| Saint-Loup-Lamairé | 930 (2013)     | –          | – Einw./km²        | 79268      | 79600        |
| Tessonnière        | 319 (2013)     | –          | – Einw./km²        | 79325      | 79600        |